# На волосок от гибели
«На волосок от гибели» (англ. A Hazard of Hearts) ― романтическая мелодрама 1987 года, основанная на романе Барбары Картленд 1949 года.

## Сюжет
Сэр Джайлс Стейверли, заядлый игрок, обманом проигрывает в азартные игры свой дом своему старому противнику лорду Гарри Ротэму. Поскольку Стейверли обезумел и отчаялся, Ротэм дает ему последний шанс — он поставит все, что Стейверли потерял, на руку его дочери и её целевой фонд в размере 80 000 гиней. Стейверли соглашается и снова проигрывает.
Не в силах рассказать обо всем своей дочери Серене, Стейверли убивает себя. Лорд Джастин Вулкан, печально известный хладнокровный, трезвомыслящий игрок, бросает вызов Ротэму за дом и девушку. К большому отвращению Ротэма, Вулкан побеждает. Теперь Джастин оказывается владельцем дома и Серены, но понятия не имеет, что с ними делать. Встретив Серену и поняв, что она намного моложе и привлекательнее, чем он себе представлял, он поселяет её в качестве гостьи в Мандрейке, своем семейном доме. Это решение принято, несмотря на противодействие матери Джастина, леди Харриет Вулкан.
Поскольку леди Вулкан пытается выдать Серену замуж за кого-либо, кроме своего сына, Серена и Джастин становятся друзьями, и он рассказывает ей о Мандрагоре, доме, который он любит. Кризис заставляет Серену и Джастина противостоять своим чувствам друг к другу.

## В ролях
- Хелена Бонем Картер ― Серена Стейверли
- Маркус Гилберт ― Джастин Вулкан
- Эдвард Фокс ― Гарри Ротэм
- Дайана Ригг ― Харриет Вулкан
- Кристофер Пламмер — Джайлс Стейверли
- Стюарт Грейнджер — Лорд Вулкан